# Joel Bejarano
Joel Bejarano Azogue (Santa Cruz de la Sierra, Bolivia, 21 de marzo de 1996) es un futbolista boliviano. Juega como centrocampista y su actual equipo es Gualberto Villarroel de la Primera División de Bolivia.

## Trayectoria
Se formó en la Academia Tahuichi Aguilera.

## Selección nacional

### Categorías inferiores
Fue convocado a la selección nacional sub-17 que disputó el Sudamericano Sub-17 de 2013. Su primer partido fue en el empate 1-1 contra Chile.
En 2015 volvió a ser convocado para jugar el Sudamericano Sub-20 de ese año. En total jugó dos partidos.
| Torneo                      | Sede      | Resultado    |
| --------------------------- | --------- | ------------ |
| Sudamericano Sub-17 de 2013 | Argentina | Primera fase |
| Sudamericano Sub-20 de 2015 | Uruguay   | Primera fase |

## Clubes
| Club                    | País    | Año               |
| ----------------------- | ------- | ----------------- |
| Blooming                | Bolivia | 2013 - 2015       |
| Oriente Petrolero       | Bolivia | 2015 - 2017       |
| Independiente Petrolero | Bolivia | 2018 - 2022       |
| Jorge Wilstermann       | Bolivia | 2023              |
| Gualberto Villarroel    | Bolivia | 2023 - Actualidad |

## Palmarés

### Títulos nacionales
| Título             | Club                    | Año  |
| ------------------ | ----------------------- | ---- |
| Primera División   | Independiente Petrolero | 2021 |
| Copa Simón Bolívar | Gualberto Villarroel    | 2023 |